# Соборный
Соборный — посёлок в Мценском районе Орловской области России. Входит в состав Чахинского сельского поселения.

## География
Посёлок находится в северной части Орловской области, в лесостепной зоне, в пределах центральной части Среднерусской возвышенности, на правом берегу реки Ядрынки, на расстоянии примерно 5 километров (по прямой) к югу от города Мценска, административного центра района.
Климат населённого пункта характеризуется как умеренно континентальный с умеренно морозной зимой и теплым, иногда жарким летом. Средняя многолетняя температура самого холодного месяца — января, составляет −9,4°С, температура самого теплого +19°С.
Часовой пояс
Посёлок Соборный, как и вся Орловская область, находится в часовой зоне МСК (московское время). Смещение применяемого времени относительно UTC составляет +3:00.

## Население
| 2010 |
| ---- |
| 15   |

Половой состав
По данным Всероссийской переписи населения 2010 года в гендерной структуре населения мужчины составляли 60 %, женщины — соответственно 40 %.
Национальный состав
Согласно результатам переписи 2002 года, в национальной структуре населения русские составляли 93 % из 15 чел.